# (2543) Machado
(2543) Machado est un astéroïde de la ceinture principale.

## Description
(2543) Machado est un astéroïde de la ceinture principale. Il fut découvert le 1er juin 1980 à La Silla par Henri Debehogne. Il présente une orbite caractérisée par un demi-grand axe de 3,09 UA, une excentricité de 0,29 et une inclinaison de 15,0° par rapport à l'écliptique.

## Compléments